# بیوترنسفورماسیون

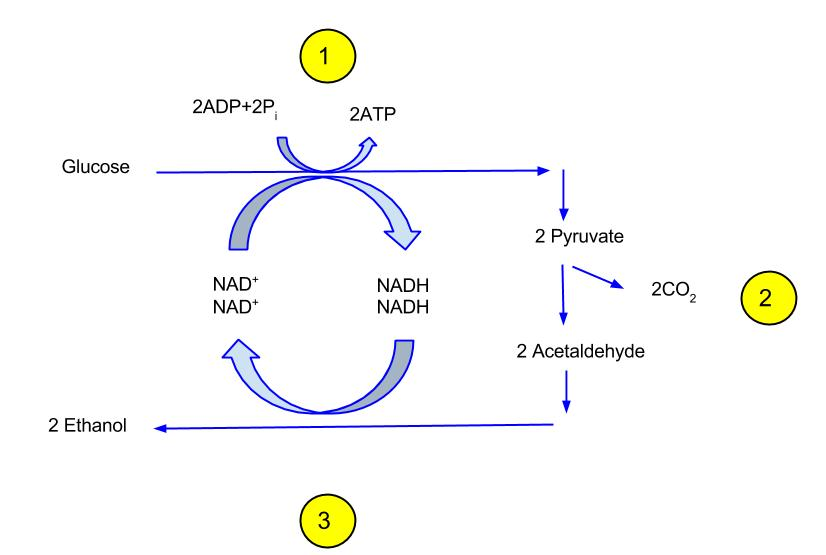
بیوترنسفورماسیون

بیوترنسفورماسیون (به انگلیسی: Biotransformation)، نوعی تغییر شیمیایی است که یک موجود زنده روی یک ترکیب شیمیایی انجام می‌دهد. اگر این تغییر منجر به تشکیل یک ترکیب معدنی مانند H2O, NH4 یا CO2 شود، به آن کانی‌گری (mineralisation) می‌گویند.
زیست دگرگونی به معنی تغییر یافتن مواد شیمیایی مانند مواد مغذی، اسیدهای آمینه، سموم و داروها در بدن است. در این دگرگونی لازم است که ترکیبات غیر قطبی به ترکیبات قطبی تغییر یابند به‌طوری‌که در توبول‌های کلیوی باز جذب نشده و دفع گردند.

## متابولیسم دارویی
سوخت و ساز دارو یا سم در بدن یک مثال از زیست دگرگونی است. بدن به‌طور معمول به منظور بالا بردن میزان دفع یک ترکیب خارجی از طریق ادرار، میزان حلالیت آن را در آب افزایش می‌دهد.
در این میان فرایندهای بسیاری رخ می‌دهد؛ از جمله این فرایندها می‌توان به مسیر سوخت و ساز دارو اشاره کرد که به فاز ۱ و فاز ۲ تقسیم می‌شود.
داروها می‌توانند دستخوش یکی از این چهار نوع زیست دگرگونی قرار بگیرند:
تبدیل داروی فعال به متابولیت غیرفعال، تبدیل داروی فعال به متابولیت فعال، تبدیل داروی غیرفعال به متابولیت فعال و تبدیل داروی فعال به متابولیت سمی (biotoxification).
فاز اول واکنش
- شامل واکنش‌های اکسیداتیو، احیا و هیدرولیز است.
- در این نوع واکنش‌ها، یک گروه قطبی ایجاد شده یا در معرض قرار می‌گیرد، به‌طوری‌که حلالیت مولکول دارویی در آب بیش از قبل می‌شود و می‌تواند دفع شود.
- این واکنش‌ها به صورت طبیعی رخ می‌دهند و به‌طور کلی متابولیت‌هایی تولید می‌کنند که حلالیت بیشتری در آب داشته و فعالیت کمتری دارند.
- اکثر متابولیت‌ها توسط سیستم آنزیمی هیدروکسیلی متداول به نام سیتوکروم p450 تولید می‌شود.

فاز دوم واکنش
- این واکنش شامل اتصال کووالانسی مولکول‌های درون زای قطبی کوچک مانند اسید گلوکورونیک، سولفات یا گلایسین برای تشکیل ترکیبات محلول در آب است.
- به عنوان یک واکنش ترکیبی نیز شناخته می‌شود.
- ترکیبات نهایی وزن مولکولی بزرگتری دارند.

## زیست‌دگرگونی میکروبی
زیست‌دگرگونی آلاینده‌های مختلف، شکلی پایدار برای تمیز کردن محیط آلوده‌است. فرایندهای زیستی، نقش مهمی در از بین بردن آلاینده‌ها از محیط زیست دارند. برخی از میکروارگانیسم‌ها دارای توانایی کاتابولیک حیرت‌انگیزی برای کاهش یا تبدیل چنین ترکیباتی می‌باشند.
روش‌های اصلاح زیستی و زیست‌دگرگونی به‌طور طبیعی با مهار تنوع کاتابولیک میکروبی به تخریب، تبدیل یا تجمع طیف عظیمی از ترکیبات از جمله هیدروکربن (به عنوان مثال نفت)، هیدروکربن‌های پلی آروماتیک (PAHs)، مواد دارویی، مواد پرتوزا و فلزات کمک می‌کند. پیشرفت‌های اخیر در آنالیزهای دقیق ژنومی، پروتئوم، بیوانفورماتیک دربارهٔ میکروارگانیسم‌های سازگار با محیط زیست اطلاعات زیادی در مورد زیست دگرگونی و مسیرهای آن و همچنین توانایی موجودات برای انطباق با تغییر شرایط محیطی به ما می‌دهد.
زیست‌دگرگونی در بدن انسان بیشتر بر چهار گروه مواد خوراکی، داروها، سموم و اسیدهای آمینه صورت می‌پذیرد.